# 蘇特芬林蔭路車站 (IND皇后大道線)
蘇特芬林蔭路車站（英語：Sutphin Boulevard station）是紐約地鐵IND皇后林蔭路線的一個慢車地鐵站，位於皇后區牙買加蘇特芬林蔭路和山邊大道交界，設有F線（任何時候停站）列車服務。

## 車站結構
| 街道層 |          | 出入口                                                                                         |
| 夾層   | 夾層     | 閘機、車站詢問處 、MetroCard自動售票機                                                         |
| 月台層 | 側式月台 | 側式月台                                                                                       |
| 月台層 | 南行慢車 | ← 往康尼島-斯提威爾大道 (布里亞伍德)                                                           |
| 月台層 | 南行快車 | ← 不停靠（只限繁忙時段）                                                                       |
| 月台層 | 北行快車 | → 不停靠（只限繁忙時段） →                                                                     |
| 月台層 | 北行慢車 | → 往牙買加-179街 (two p.m. rush hour trips) (帕森斯林蔭路) → → 往牙買加-179街 (帕森斯林蔭路) → |
| 月台層 | 側式月台 |                                                                                                |

此地下車站設有兩個側式月台和四條軌道。兩條中央快車軌道在繁忙時段有E線列車前往牙買加-179街。
此站月台上方設有全長的夾層。

## 外部連結
- nycsubway.org—IND Queens Boulevard Line: Sutphin Boulevard (179th Street Branch)
- Station Reporter — F Train
- The Subway Nut — Sutphin Boulevard Pictures （页面存档备份，存于）
- Sutphin Boulevard entrance from Google Maps Street View （页面存档备份，存于）
- 144th Street entrance from Google Maps Street View （页面存档备份，存于）
- Platform from Google Maps Street View